# Middelfart
Middelfart je danski grad i prijestolnica istoimene općine Middelfart u regiji Južna Danska. Smješten je na otoku Fyn.

## Povijest
Grad se prvi puta spominje u danskim zemljišnim knjigama iz 1231. godine pod nazivom Mæthelfar. Na lokalnom dijalektu postoji i kraće ime Melfar. Današnje ime grada u prijevodu znači "središnji prolaz" čime se aludira na tri bivše brodske linije koje su povezivale otok Fyn s poluotokom Jutland te gradovima Strib i Føns. Danas je Middelfart povezan s Jutlandom preko dva mosta (cestovnim i željezničkim).
Od srednjeg vijeka do 19. stoljeća, lokalni ribari su tijekom zime odlazili u kitolov. U danskim vodama lovila se parajasta pliskavica na uskom pojasu između Fyna i Jutlanda. U 20. stoljeću kitolov je nastavljen između dva svjetska rata dok je danas postavljeno memorijalno kamenje na mjestu gdje su ribari dolazili s ulovom i vadili mast.
Budući da se Middelfart nalazi na strateškom mjestu, tijekom povijesti je uvijek bio izložen ratovima. U 16. stoljeću bio je opustošen u dansko-švedskim ratovima. U prvom i drugom schleswiškom ratu, Middelfart je bio središte obrane otoka Fyna od Nijemaca koji su ga 1848. i 1864. gađali topovima s Jutlanda.
U gradu postoji kulturni centar Kulturøen (hrv. Kulturni otok) koji je otvoren 2005. godine a izgrađen je na umjetnom otoku blizu gradske rive. Odatle se vide dva mosta koji povezuju Middelfart s Jutlandom. U sklopu centra nalaze se gradska knjižnica, turistički ured, kino, razne trgovine te sportska dvorana i dvorana za kulturne i privatne događaje.
Od sportskih klubova, u gradu postoji nogometni niželigaš Middelfart G&BK.

## Populacija
Prema podacima iz siječnja 2013., Middelfart je imao 14.755 stanovnika.

## Poznate ličnosti
- Christian Eriksen (1992. - danas): danski nogometaš i nacionalni reprezentativac.

## Gradovi prijatelji
| - Korsholm, Finska - Mandal, Norveška - Habo, Švedska - Oskarshamn, Švedska - Barmstedt, Njemačka |

## Galerija slika
- Crkva sv. Nikole.
- Pogled na stari dio grada iz 1958. godine.
- Middelfart Vandtårn.
- Cestovni most Lillebæltsbroen koji povezuje Middelfart s Jutlandom.

## Vanjske poveznice
- Službena web stranica općine Middelfart

## Vidjeti također
- Middelfart (općina)